# Margit Wild

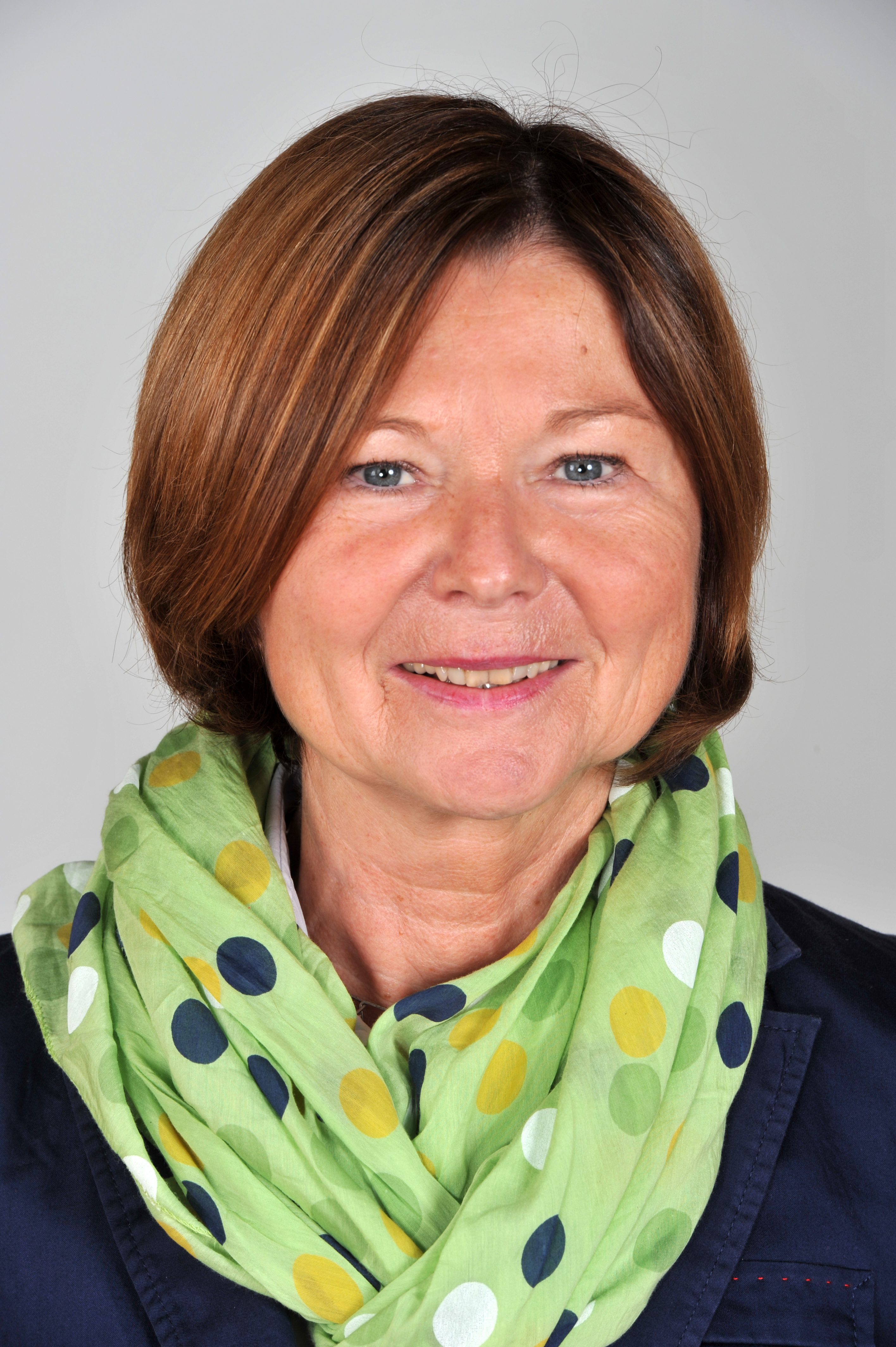
Margit Wild (2012)

Margit Wild (* 19. November 1957 in Sulzbach-Rosenberg) ist eine bayerische Politikerin (SPD). Sie war von 2008 bis 2023 Abgeordnete des Bayerischen Landtags.

## Ausbildung und Beruf
Wild besuchte bis 1974 die Realschule und machte von 1974 bis 1978 eine Ausbildung zur staatlich anerkannten Erzieherin mit Fachhochschulreife. Zwei Jahre später absolvierte sie von September 1981 bis Juli 1983 die Ausbildung zur staatlich anerkannten Heilpädagogin an der Fachakademie für Heilpädagogik in Regensburg. Danach war sie bis zu ihrer Wahl in den Landtag als Heilpädagogische Förderlehrerin als Angestellte der Regierung der Oberpfalz tätig.

## Politik
Wild ist seit 1986 Mitglied der SPD und wurde 1990 erstmals für ihre Partei in den Stadtrat von Regensburg gewählt, dem sie bis 2020 angehörte. 2006 wurde sie Vorsitzende der Regensburger SPD. Im Stadtrat war Wild 2008 stellvertretende Fraktionsvorsitzende der Fraktion ihrer Partei. Bei den Landtagswahlen in Bayern 2008 wurde Wild im Wahlkreis Oberpfalz gewählt und war ab dem 20. Oktober desselben Jahres Abgeordnete im Bayerischen Landtag. Dort gehörte sie zu Beginn dem Ausschuss für Bildung, Jugend und Sport sowie dem Ausschuss für Eingaben und Beschwerden an. Im Jahr 2009 wechselte sie in den Bildungsausschuss, dem sie auch nach ihrer erneuten Wahl in den Bayerischen Landtag 2013 angehört. Im Jahr 2016 wurde sie zur stellvertretenden Vorsitzenden der BayernSPD-Landtagsfraktion gewählt. Zudem war Margit Wild von 2009 bis zum Ende der 17. Legislaturperiode des Bayerischen Landtags 2018 Mitglied der interfraktionellen Arbeitsgruppe Inklusion zur Umsetzung der UN-Behindertenrechtskonvention. 2018 wurde sie erneut in den Landtag gewählt. Ab Oktober 2022 war sie Mitglied im Ausschuss für Gesundheit und Pflege. Nach der Landtagswahl 2023 schied sie aus dem Landtag aus.

## Sonstige Ämter
Wild ist Vorsitzende des Fördervereins von Pro familia, stellvertretende Vorsitzende der Regensburger Turnerschaft, sowie Mitglied im Verkehrsclub Deutschland, im Kunstverein GRAZ und bei Altstadtfreunde Regensburg e.V.

## Auszeichnungen
- 2011: Kommunale Verdienstmedaille in Bronze des Bayerischen Staatsministeriums des Innern